# 골드망흙파는쥐
골드망흙파는쥐 또는 골드망주머니고퍼(Cratogeomys goldmani)는 흙파는쥐과에 속하는 설치류의 일종이다. 멕시코 북부 지역에 분포한다.

## 아종
7종의 아종이 알려져 있다.
- C. g. elibatus
- C. g. goldmani
- C. g. maculats
- C. g. peridoneus
- C. g. planifrons
- C. g. rubellus
- C. g. subnubilus